# Boulel (Niamey)
Boulel ist ein Weiler im Arrondissement Niamey V der Stadt Niamey in Niger.

## Geographie
Der Weiler befindet sich südlich des Stadtviertels Saguia im ländlichen Gebiet von Niamey V. Zu den umliegenden ländlichen Siedlungen zählen das Dorf Saga Gourma im Osten und der Weiler Banzoumbou im Südwesten. Bei Boulel verläuft das 20 Kilometer lange Trockental Saga Gourma Gorou, das hinter Saga Gourma in den Fluss Niger mündet.

## Bevölkerung
Bei der Volkszählung 2012 hatte Boulel 128 Einwohner, die in 20 Haushalten lebten.